# Дзержинский, Эдмунд Иосифович

Герб Дзержи́нских — Сулима

Э́дмунд-Ру́фин Ио́сифович Дзержи́нский (пол. Edmund Rufin Dzierżyński; 15 (27) мая 1838, Ошмяны, Виленская губерния — 1882, Деревное, Виленская губерния) — педагог, надворный советник (1869). Отец Феликса Дзержинского.

## Биография
Происходил из шляхетской семьи польского герба Сулима. Был сыном Юзефа-Яна (Иосифа) Дзержинского (1788—1854), от которого ему досталось родовое имение Дзержиново, и Антуанетты (Антонины) Озембловской (1799—1869). Дворянин.
Окончил физико-математический факультет Петербургского университета со степенью кандидата (1863). После окончания университета переехал в Вильно, где устроился домашним учителем к дочери профессора Игнатия Янушевского, Елене Игнатьевне Янушевской (1849—1896), на которой впоследствии и женился. Жена Э. Дзержинского рассказывала: «В наш дом Эдмунда привёл старый еврей-сапожник, шивший обувь для нашей семьи. Эдмунд случайно повстречался с ним на улице, когда после окончания Петербургского университета приехал в Вильно искать работу. Вакансий в виленских гимназиях не оказалось, и Эдмунд не знал, что же делать дальше».
Затем преподавал в Херсонской гимназии. В 1868 году переведён на службу в Таганрог.
Документальные обоснования перевода Дзержинского в Таганрог отсутствуют. Не исключено, что перевод был связан с разгромом херсонского кружка народников. Его руководитель Соломон Чудновский был учеником Э. И. Дзержинского.
Был учителем физики и математики в Мариинской женской гимназии (1868—1873) и Таганрогской классической мужской гимназии (1873—1875). Среди учеников Дзержинского был Антон Чехов, что подтверждается сохранившейся работой Чехова по математике.
В 1875 году по состоянию здоровья досрочно вышел на пенсию и покинул Таганрог. Последние годы прожил с семьёй в своём имении Дзержиново (ныне Столбцовский район Минской области). Эдмунд Дзержинский умер в 1882 году от туберкулёза. Похоронен на сельском кладбище, рядом со своим имением.

### Потомство
- сын Витольд (1868), умер в младенчестве
- дочь Альдона[пол.] (1870—1966), учитель в Вильнюсе, похоронена в Лодзе
- дочь Ядвига (1871—1949)
- сын Станислав (1872—1917), убит в своём имении солдатами, дезертировавшими с фронта
- сын Казимеж (1875—1943), расстрелян нацистами в Дзержиново как участник Движения Сопротивления
- сын Феликс (1877—1926), российский революционер, похоронен в Москве у Кремлёвской стены[4]
- дочь Ванда (1878—1892), погибла от случайного выстрела на охоте (по одной версии от руки брата Станислава, по другой — Феликса)
- сын Игнатий (1879—1953), учитель географии в Варшавской гимназии
- сын Владислав (1881—1942), профессор медицины, невролог, автор первого польского академического учебника по неврологии, полковник Войска Польского; расстрелян немцами под Лодзью.

## Признание в Российской империи
- После 15 лет плодотворной работы на поприще образования награждён орденом Св. Анны III степени (1873).